# Algora (kommunhuvudort)
Algora är en kommunhuvudort i Spanien.   Den ligger i provinsen Provincia de Guadalajara och regionen Kastilien-La Mancha, i den centrala delen av landet, 110 km nordost om huvudstaden Madrid. Algora ligger 1 112 meter över havet och antalet invånare är 109.
Terrängen runt Algora är platt åt sydost, men åt nordväst är den kuperad. Runt Algora är det mycket glesbefolkat, med 2 invånare per kvadratkilometer. Närmaste större samhälle är Sigüenza, 11,9 km norr om Algora. 